# يانيتسا
يانيتسا : (باليونانية: Γιαννιτσά)، (بالإنجليزية:Giannitsa)، مدينة يونانية، ومركز لبلدية تقع في شمال البلاد ضمن مقاطعة بيلا، التابعة لمنطقة (إقليم) مقدونيا الوسطى الإدارية.

## الموقع والسكان
تقع المدينة على ارتفاع 40 م عن مستوى سطح البحر على أطراف سهل إيماثيا وأقدام جبل بايكو. في السابق كانت المدينة تقع على شاطئ بحيرة يانيتسا الضحلة والتي تم تجفيفها في ثلاثينيات القرن العشرين واستغلال الأرض المستصلحة بالزراعة المكثفة.
تبعد يانيتسا مسافة 53 كيلومتر عن سالونيك وَمسافة 37 كيلومتر إلى الشرق من إذيسا مركز مقاطعة بيلا.
يبلغ عدد سكان المدينة وحدها حوالي 27 ألف نسمة، بينما يصل عدد السكان مع الأقسام البلدية التابعة لها إلى 32 ألف نسمة (إحصائيات 2001)، وبالتالي تكون أكبر مدينة في بيلا.

## التسمية
تعود تسمية المدينة إلى اللغة التركية والذي يعني (المدينة الجديدة) (Yenice)، وقد كان اسم المدينة الكامل (ينيدجه فاردار) (Yenice Vardar)، والتي تعني المدينة الجديدة في فاردار، وقد أطلق عليها هذا الاسم عام 1385 م. غازي أحمد إفرينوس القائد العثماني الذي فتح مقدونيا وقد جعلها مركزاً للقيام بلأعمال العسكرية ضد المناطق البلقانية الأخرى.

## التاريخ

### العصور القديمة
وجدت آثار للاستيطان البشري تعود للعصر النيوليثي ضمن تلة تقع جنوب المدينة، فقد وجدت في هذا الموقع آثار مستوطنة نيوليثية تعود للألف السادس ق.م. تعتبر واحدة من أقدم المستوطنات في أوربة. وكانت المدينة مسكونة أيضاً خلال العصرين البرونزي والحديدي بين (3200-750) ق.م. بدلالة وجود عدة مقابر وبقايا أثرية تعود لتلك الحقبتان.

### الفترة البيزنطية والعثمانية
كانت يانيتسا خلال الفترة الـبيزنطية عبارة عن مستوطنة صغيرة تدعى فارداريون (Vardarion)، ولكنه وبدخول الـعثمانيين إلى المنطقة أقام قائدهم غازي أحمد إفرينوس مستوطنة عسكرية مكان فارداريون مطلقاُ عليها اسم ينيدجه (Yenice) بمعنى المدينة الجديدة، وقد أصبحت هذه المدينة مركزاً لفتوحات العثمانيين في البلقان، وبسبب هذا اكتسبت هذه المدينة قدسية خاصة لدى الأتراك استمرت حتى العام 1912 حيث دافعوا عنها بشراسة ضد القوات اليونانية المتقدمة.

### القرن العشرين
كانت المدينة إحدى مراكز الثورة المقدونية (1904-1909)، والتي اندلعت في وجه الدولة العثمانية الضعيفة وقتها، وقد استفاد الثوار من موقع المدينة القريب من البحيرة والمستنقعات للاحتماء من العثمانيين.وقد نشأ صراع في تلك الفترة أيضاً بين السكان اليونانيين والـبلغار على السيطرة على المناطق المحيطة بالمدينة.
أصبحت المدينة مسرحاً لإحدى أهم معارك الحرب البلقانية الأولى وذلك في 20 تشرين الأول/أكتوبر عام 1912 في المعركة التي عرفت باسم معركة يانيتسا، عندما التقى الجيشان التركي واليوناني بالقرب من المدينة، حيث كان الأتراك متحصنين للدفاع عنها لأنها كانت تمثل أهمية رمزية كبيرة بالنسبة لهم، ولكن المعركة انتهت بخسارة الجانب التركي الأمر الذي أدى إلى فتح الباب للجيش اليوناني لاستعادة سالونيك وباقي مقدونيا من العثمانيين.
تم تجفيف بحيرة ومستنقعات يانيتسا بين عامي (1926-1937) الأمر الذي أدى لاستصلاح ألاف الهكتارات من الأراضي وساهم في ازدهار المنطقة الاقتصادي والسكاني.

## المعالم الأساسية
- برج الساعة العثماني: بناه شريف أحمد (Şerif Ahmed) حفيد غازي أحمد فاتح البلقان عام 1667 م. ويبلغ ارتفاعه 25 متراً يجري حالياً ترميمه وتجهيزه ليصبح متحف لتاريخ يانيتسا.
- مسجد وضريح غازي أحمد إفرينوس، وهو بناء مقبب يعود لعام 1417 م. مزخرف بشكل دقيق من الخارج، وتوجد بجانبه مقبرة عائلة إيفرينوس التركية، التي كانت تعتبر مقدسة من قبل الأتراك. سيصبح هذا المبنى متحف يانيتسا الأركيولوجي.
- الكنيسة الأرثوذكسية: وتعود لعام 1866م.
- نصب تذكاري من البرونز يمثل معركة يانيتسا، ونصب آخر لـفيليب المقدوني والد الاسكندر المقدوني والتي تقع عاصمته بيلا على مسافة 5 كيلومتر من يانيتسا.

## متفرقات
- يجري في المدينة سنوياً مهرجاناً يدعى بانييري (Paniyiri) وذلك في شهر أيلول/سبتمبر ويستمر لمدة أسبوعين.
- أهم نادي كرة قدم في المدينة هو أناييسي يانيتسا
- تعتبر المدينة مركزاً لزيارة موقع بيلا الأثري، والذي كان عاصمة لمقدونيا القديمة والتي انطلق منها الاسكندر المقدوني لاحتلال العالم القديم.

## وصلات خارجية
- موقع المدينة الرسمي